# Diógenes Boavida
Diógenes António de Assis Boavida (Luanda, 23 de junho de 1927 — Lisboa, 26 de fevereiro de 2012) foi um advogado, jurista, político e futebolista angolano que atuava como avançado.[carece de fontes?]
Ao longo de sua carreira política em Angola foi Ministro da Justiça, Vice-Ministro da Educação e Cultura, Ministro-Chefe da Casa Civil e deputado da Assembleia Nacional.[carece de fontes?]

## Biografia
Atuou como futebolista de 1945 até 1953 defendendo as camisas do Futebol Clube do Porto, d'Os Belenenses e da Associação Académica de Coimbra – Organismo Autónomo de Futebol. Na temporada 1946–1947 pelo Porto marcou 15 vezes, jogando dez partidas, um desempenho fabuloso, tendo também especial participação na ótima temporada de 1949–1950 d'Os Belenenses. Na temporada de 1946–1947 teve o privilégio de jogar com seu irmão, Américo Boavida.
Ingressou na Universidade de Coimbra na década de 1950, formando-se em direito. Exerceu advocacia em Portugal, mas rumou para Luanda para abrir seu próprio escritório. Tornou-se, assim, o primeiro advogado negro a abrir escritório em Angola.
Tomou parte pelo nacionalismo angolano, servindo como advogado dos militantes anticoloniais angolanos, militando no recém-formado Movimento Popular de Libertação de Angola (MPLA). Foi arrolado no Processo dos 50 e preso no ano de 1959, sendo libertado em 1961, enfrentando severas privações e perseguições políticas.
A partir da década de 1970 passou a se desdobrar entre sua função pública no Serviços de Geologia e Minas enquanto auxiliava secretamente o MPLA em questões jurídicas. Se viu obrigado a pegar em armas durante o ano de 1974 para formar a resistência aos esquadrões da morte da extrema-direita pós-salazarista que operavam em Angola.
A partir de 1974 integrou as delegações do MPLA nas cimeiras definidoras da independência de Angola, que gereram o Acordo do Alvor, sendo um dos redactores do documento final. Em janeiro de 1975 compôs o Conselho Presidencial do Governo de Transição como Ministro da Justiça, permanecendo em funções até agosto do mesmo ano. Em agosto de 1975 foi designado por Lúcio Lara para coordenar os trabalhos de redação da Lei da Nacionalidade, com apoio dos juristas Antero de Abreu e Maria do Carmo Medina. Ficou também como co-supervisor da redação do texto da Constituição Angolana de 1975. Reassumiu a pasta da Justiça, já com Angola independente, em novembro de 1975, permanecendo em funções até 1986.
Entre 1990 e 1999 trabalhou em diversas funções de confiança nos gabinetes do Presidente da República e no Conselho de Ministros, sendo nomeado, em 1999, como Vice-Ministro da Educação e Cultura para a área da Cultura e como Coordenador do Grupo Técnico para as Questões Jurídico-Legais de Apoio ao Conselho de Ministros, funções que exerceu até 2008. Em dezembro de 2003 foi eleito Membro do Comité Central do MPLA.
Inscrito na lista do MPLA para as eleições legislativas de Angola de 2008, tomou posse como deputado da Assembleia Nacional pela bancada do partido em outubro de 2008. Em novembro de 2008 foi nomeado Ministro-Chefe da Casa Civil do Presidente da República de Angola, função que exerceu até fevereiro de 2010. Em fevereiro de 2010 foi nomeado Secretário do Conselho de Ministros, função que exerceu até seu falecimento.

## Morte
Morreu em Lisboa, em 26 de fevereiro de 2012, após prolongada doença de Alzheimer.

## Vida pessoal
Diógenes Boavida era irmão do médico Américo Boavida, que morreu em combate na luta pela libertação nacional.